# Giovanni Paolo Zedda

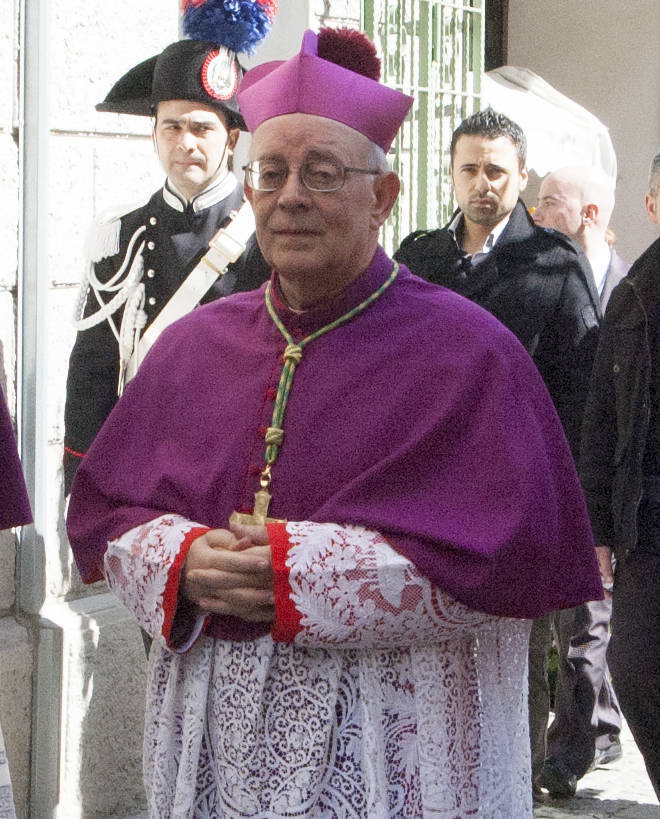
Giovanni Paolo Zedda (2013)

Bischofswappen von Giovanni Paolo Zedda

Giovanni Paolo Zedda (* 8. September 1947 in Ingurtosu, Sardinien) ist ein italienischer Geistlicher und emeritierter römisch-katholischer Bischof von Iglesias. 

## Leben
Giovanni Paolo Zedda studierte nach dem Abitur am Seminar in Villacidro Philosophie und Theologie am regionalen Priesterseminar in Cuglieri und erwarb 1970 das Lizenziat der Theologie. Er empfing am 28. August 1971 die Priesterweihe für das Bistum Ales. Von 1971 bis 1992 war er Religionslehrer an Mittel- und Oberschulen. Von 1971 bis 1972 war er Vizepfarrer in Guspuni und bis 1983 in San Gavino Monreale. Anschließend war er bis 1992 Rektor des diözesanen Priesterseminars in Villacidro. Von 1984 bis 1992 war er außerdem Direktor des Diözesanzentrums für Berufungspastoral. Von 1991 bis 1997 war er Pfarrer von Santa Barbara in Gonnosfanadiga. Ab 1992 übernahm er die geistliche Leitung des diözesanen Priesterseminars. 1997 wurde er Pfarrer von San Sebastiano in Arbus und zudem von 1999 bis 2004 Pfarrvikar und ab 2005 Pfarrer von Santa Chiara Vergine in San Gavino Monreale. Er hat am Institut für Religionswissenschaften gelehrt, war Diözesanberater und Mitglied des Presbyteriums und des Pastoralrats. 
Papst Benedikt XVI. ernannte ihn am 8. März 2007 zum Bischof von Iglesias. Der Altbischof von Ales-Terralba, Antonino Orrù, spendete ihm am 13. Mai desselben Jahres die Bischofsweihe; Mitkonsekratoren waren sein Amtsvorgänger Tarcisio Pillolla und Giovanni Dettori, Bischof von Ales-Terralba. Am 19. Juni folgte die feierliche Amtseinführung in seinem Bistum. Als Wahlspruch wählte er Vultum Domini quaeramus. 
Am 6. Oktober 2022 nahm Papst Franziskus das altersbedingte Rücktrittsgesuch von Giovanni Paolo Zedda an.